# Tsuyoshi Kitazawa
Tsuyoshi Kitazawa, född 10 augusti 1968 i Tokyo prefektur, Japan, är en japansk tidigare fotbollsspelare.